# Кінематограф Франції

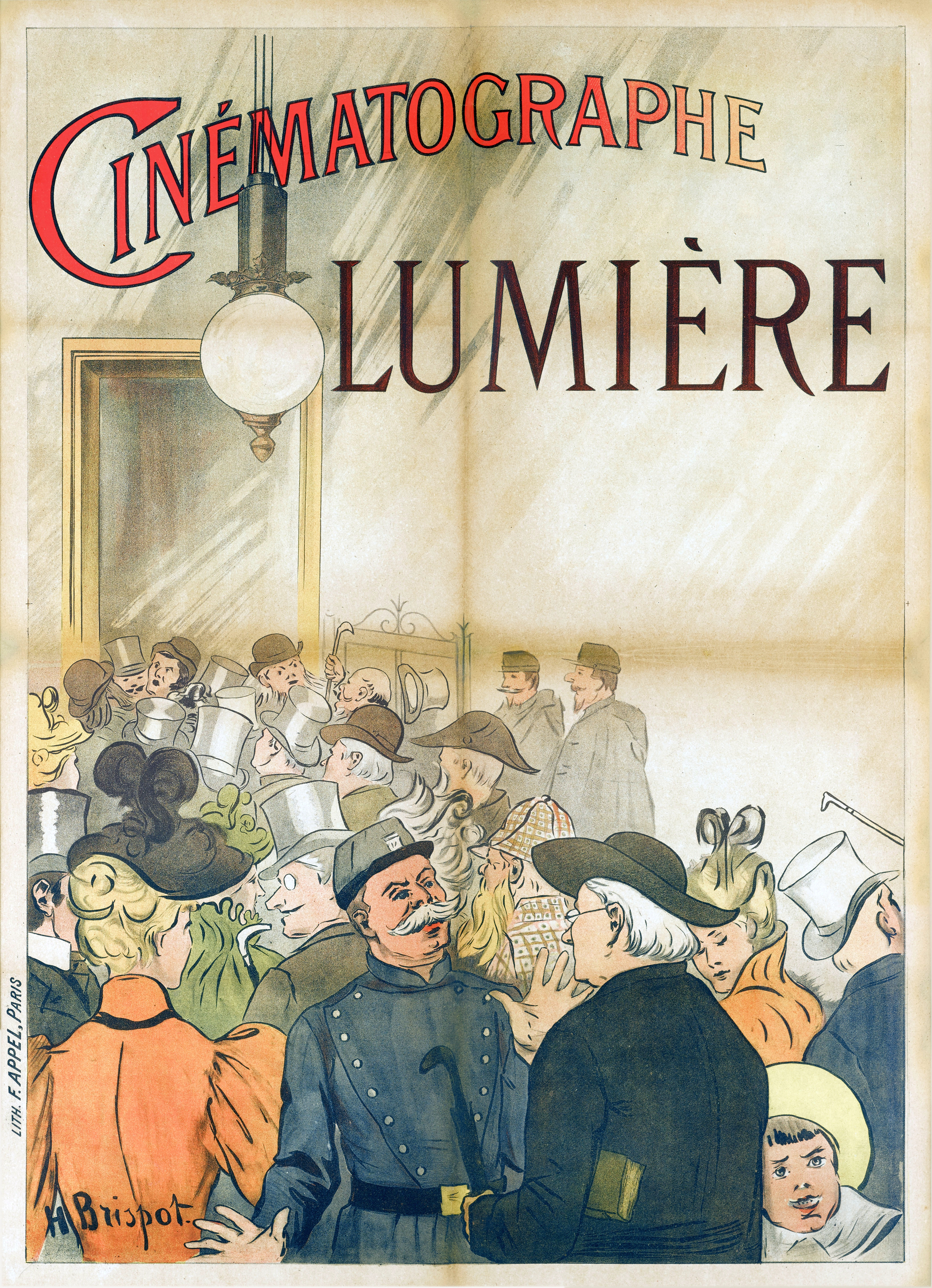
Реклама демонстрації фільмів братами Люм'єр. 1895 рік.

Францу́зький кінемато́граф включає у себе твори кіно, створені французькою нацією, або її представниками за кордоном.
Франція — батьківщина кіно. Декілька ключових рухів кінематографа, таких як Нова хвиля, почалися саме в цій країні. Кіноіндустрія Франції є однією з найсильніших та шанованих у світі та за популярністю поступається хіба що Голлівуду.

## Історія

### Заснування кінематографа
Народження кіно пов'язане із винайденням апарата, що дав змогу відтворювати проєкції об'єктів, що рухаються, і цей апарат був створений братами Луї та Огюстом Люм'єрами. В минулому цей факт викликав хвилі заперечень багатьох істориків світу, наприклад, у США винахідником кіно вважають Томаса Едісона, в Німеччині — Макса Складановського, у Британії — Уільяма Фріз-Гріна та Роберта Пола, в Російській імперії над розв'язання цієї проблеми працювали росіянин Іван Акімов та українець Йосип Тимченко, у Чехії — Пуркіне, у Франції — також Еміль Рейно, Етьєн-Жюль Маре, Жорж Демені та інші. Кожен із них певною мірою сприяв винайденню кіноапарата, але все-таки лише брати Люм'єр досягли остаточного та незаперечного успіху в передачі рухомого зображення.
Проста структура, маленька вага та невеликі розміри давали змогу легко користуватись ним. Така вдала конструкція пояснювалась тим, що брати Люм'єр змалечку захоплювалися фотосправою. У їхнього батька, Антуана Люм'єра, в Ліоні була фабрика фотопаперу та пластинок. Добре знаючи процеси, пов'язані із фотографією, та будучи хіміками за освітою, брати стикались з багатьма вченими, які працювали над фіксацією рухомого зображення — хронофотографією: Е. Ж. Маре, Я. Янсенном, Ж. Демені, та знали, над чим вони працюють. Але остаточна ідея створення конструкції кіноапарата, за визнанням Луї Люм'єра, прийшла після ознайомлення з механізмом Едісона. Його кінетоскоп дістав поширення як у США, так і в Європі, але мав дві істотні вади: відсутність проєкції на екран і «розмазаність» через рух плівки. В окуляр, розташований у верхній частині апарату, могла дивитися лише одна людина, а розмір зображення не перевищував сірникової коробки.
Оскільки на початку брати Люм'єр відмовлялися продавати свої апарати, найдопитливіші конкуренти почали створювати власні моделі самотужки. Серед тих, хто пішов цим шляхом, Жорж Мельєс, Шарль та Еміль Пате, Леон Гомон. Починаючи з 1896 і по 1902, вони сформували 4 домінуючі світові кінокомпанії: Pathé Frères, Gaumont, Georges Méliès та Lumières.

#### Луї та Огюст Люм'єри
Перша експериментальна демонстрація кінофільму Люм'єр була проведена 22 березня 1895 року для «членів спільноти заохочення національної індустрії». Того ж дня був продемонстрований фільм «Вихід робочих із фабрики Люм'єр».
На другій демонстрації для членів фотографічного конгресу 1 червня цього ж року були показані ще 7 фільмів, зокрема «Сніданок дитини» та «Политий поливальник». Як правило, це були сюжети з життя й побуту родини Люм'єр у хронікальній манері та знімались з однієї позиції, одним відрізком від самого початку й до кінця.
Ця сама програма була продемонстрована 28 грудня 1895 року в індійському салоні «Гран кафе» на Бульварі Капуцинок. То був перший публічний показ кінематографа братів Люм'єр. Цю дату заведено вважати «Днем народження» кіно. Демонстрація проводилася цілий день і тривала 20 хвилин, квиток коштував один франк. Щоденна виручка в 2000–2500 франків наочно демонструє інтерес публіки до нового жанру мистецтва.

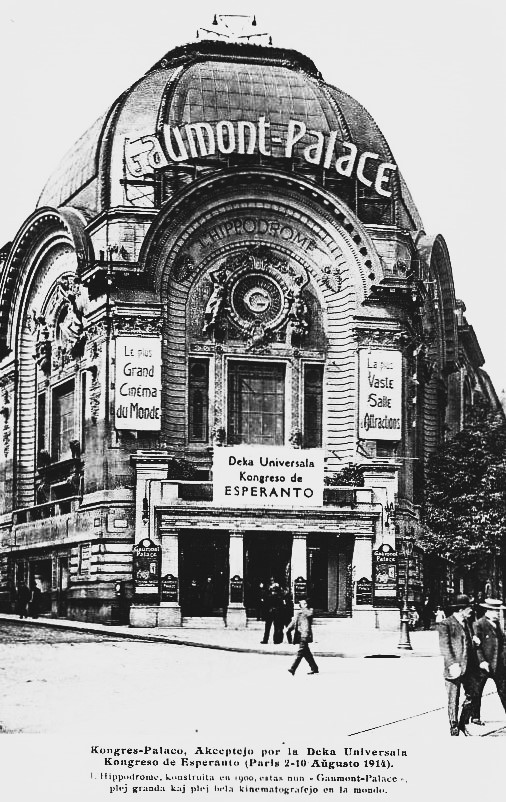
Кінотеатр Gaumont Palace. 1914 рік

#### Брати Пате
Одне із перших кінопідприємств було створено братами Шарлем та Емілем Пате (фр. Pathé Frères). Спочатку вони продавали кінетоскопи Едісона, а отримавши відмову на закупівлю кіноапарата братів Люм'єр, почали самі працювати над створенням аналогічного апарату. З допомогою запрошеного механіка вони виготовили свою першу модель і 1896 року отримали патент. Як і більшість інших підприємців, Пате зробили все, щоб перетворити кінематограф у вигідну справу, а тому налагодили масове виробництво апаратури. Вже у 1897 році вони побудували у Венсані (передмістя Парижа) студію для зйомки, обробки та випуску фільмів, там же був цілий цех із виготовлення апаратури. При вдосконаленні усіх наступних моделей Ш. Пате головну увагу приділяв стабільності кадру в процесі знімання та проєкції. Торговою маркою Пате став галльський півень.

#### Леон Гомон
Леон Гомон (фр. Léon Gaumont) випустив свій перший апарат під маркою «Хроно» у 1896 році та створив студію в Бьюті Шомон. Його торговою маркою стала маргаритка із ініціалами «Л. Г.»
Перші студії виглядали доволі примітивно, на подвір'ї ставились підмостки розміром 6 на 8 метрів, на них встановлювались декорації, а все знімання відбувалось при денному освітленні. До 1907 року кожен охочий міг придбати фільм і заплатити за кількість погонних метрів плівки. Також можна було обміняти стрічки — це потягнуло за собою виникнення комісіонерів з обміну, а також створення дублікатів стрічок, які розповсюджувались без затрат на виробництво. Поступово ажіотаж, який панував перші кілька років після створення кіно, спадав, примітивність техніки знімання та сюжетів уже не цікавила публіку. Кінопідприємці почали шукати способів повернути інтерес до сінематографу за рахунок поліпшення якості фільмів та урізноманітнення сюжетів, але ключовою фігурою на цьому кризовому етапі став Жорж Мельєс.

#### Жорж Мельєс
Жорж Мельєс(фр. Georges Méliès) займає особливу позицію в історії кінематографа, саме він перетворив винахід братів Люм'єр на інструмент для створення фантастичних видовищ. Він був першим президентом французького кінематографічного синдикату, головою перших кінематографічних конгресів, а також ввів стандартну перфорацію на кінострічці.
Мельєс здобув технічну освіту, але з малих років цікавився мистецтвом. Він працював карикатуристом у газетах і журналах, потім був театральним декоратором і нарешті — актором та режисером. У період перших кінопоказів він очолював театр Роберта Удена, майстра ілюзій та чарівних перетворень, займався фокусами та головував у Товаристві ілюзіоністів.
На кінематограф від дивився спочатку як на засіб урізноманітнити свій театральний репертуар. Фільм був одним із номерів розважальної програми, та пізніше Мельєса зацікавив сам апарат і він звернувся до першовинахідників, але, як і решті, Люм'єр відмовили у продажу. Тоді він їде до Англії, де продають аналогічні камери, та починає знімати, будучи одночасно і режисером, і оператором.
Якось знімаючи вуличний рух, Мельєс був змушений припинити запис на кілька секунд через несправність апарата й потім знімав далі. При проявлянні негатива засвічений шматок плівки був вирізаний, а потім, при перегляді, було виявлене незвичайне явище: одномоментно картина змінилася, оскільки змінилося положення пішоходів і транспорту на вулиці. Це був перший знімальний трюк — «стоп-камера» — який дав змогу здійснювати будь-яку заміну об'єкта, що знімається, використовуючи зупинку апарата. Так було започатковано трюкову зйомку.
Так само випадково Мельєсом були відкриті прискорена й уповільнена зйомка, пізніше почали використовуватись затемнення, напливи, знімання на чорному оксамиті тощо.
Дедалі більше захоплюючись зніманням, Ж. Мельєс побудував у Монтрейлі скляний павільйон розмірами 7 на 17 метрів і обладнав його для трюкової зйомки: облаштував люки, крісло для наїздів та від'їздів знімальної камери, чорний оксамитовий фоном і так далі. Також він намагався перейти від чорно-білого до кольорового кіно, розфарбовуючи фільми кадр за кадром вручну. Це виправдовувало себе, оскільки довжина фільмів тоді становила 15–20 метрів, і мало попит при створенні казок, які стали спеціальністю студії Мельєс. 1897 року була здійснена перша спроба створити аудіофільм, записавши паралельно голос співака Полюса на фонограф, але цей досвід виявився невдалим.
Період із 1900 по 1905 був найуспішнішим для студії. Знімаються найвдаліші фантастичні фільми: «Подорож на Місяць», «Двадцять тисяч л'є під водою», «Людина-оркестр» та інші. Всі ці фільми відрізняються багатством технічних рішень та креативних ідей, комізмом і подекуди поганим смаком, але завжди доповнюються незмінною щирістю. Не без підстав Жорж Мельєс казав, що винайшов рішення, яке допомогло кінематографу в кризовій ситуації, і це рішення було в інсценуванні заздалегідь придуманого акторами сюжету.
У 1902 році він створив фірму «Старфільм», але став поступово відходити на другий план. Зробивши значний внесок у розбудову кіно, він почав відставати від наступників, які використовували та вдосконалювали відкриті ним прийоми. Його фільми були занадто театралізованими, інсценовані, ненатуральні, а публіка вимагала реалізму.
1909 року Жорж Мельєс був змушений відмовитись від самостійності та почав працювати на братів Пате.
Діяльність студії Мельєса, на якій він зняв 400 чи 500 стрічок, припинилась в роки Першої світової війни, коли на суспільну та економічну кризу наклалась власна творча. Він збанкрутував, і на сорокаріччя кіноіндустрії лише один журналіст впізнав у продавцеві іграшок легендарного кінодіяча минулого.

### Технічний розвиток
Відкриття Мельєса спеціальних видів кінознімання наштовхнуло інших винахідників на пошуки та експерименти в кіно. Проводились експерименти із мікро- та покадровою зйомкою студії братів Пате, студія «Гомон» експериментує із звуком, ведуться розробки кольорового відео, а 1908 року Андре Дебрі випустив знімальну камеру «Парво», яка дозволила проводити нормальне та прискорене знімання та стала однією із розповсюджених у світі.
Зростання виробництва фільмів викликало необхідність у кваліфікованих фахівцях, тоді як в перші роки в кіно були зайняті випадкові люди, найчастіше фотографи, що самі знімали та виступали режисерами. У братів Люм'єр режисером був оператор Проміо, у Пате головним режисером працював завідувач постановок одного з паризьких театрів Фернан Зекка, у Гомона зніманням керувала секретарка А. Гі. Це позначалось на якості сюжетів та фільмів. Ситуації ще більше загострилася після пожежі 1897 року на благодійному базарі, де через займання кіноплівок загинуло кілька сотень людей. Після цього префектура заборонила показ фільмів в місцях, не забезпечених спеціальними будками. Це поклало початок стаціонарним кінотеатрам.

### Французький кінематограф напередодні Першої світової війни
В період між 1908 та 1910 роками починають розвиватись кіноіндустрії інших країн: Італії, Данії, Росії, у США було створено «Компанію кінематографічних патентів». Розвивається звукове кіно, розвивається реклама. Тривалість фільмів зростає та збільшується до півтори-двох годин. Почалася боротьба за кінотеатри, Pathé Frères, Gaumont, Georges Méliès та Lumières орендують та будують власні кінозали-палаци з величезною кількістю місць. Найбільший з них — «Іподром» — вміщає 6000 чоловік.
Для кіно цього періоду характерні наступні риси:
- орієнтація на смаки широкого кола глядачів
- прихід нового покоління режисерів, на противагу першим самоучкам
- захоплення та пошуку в області кольорового та звукового кіно (на цьому етапі ще не успішні)
- пригодницькі романи, поліцейський роман
- натуралістичний стиль у кіно — використання пейзажів для створення відповідної атмосфери, але повна відсутність соціальної тематики

Жанри, що є популярними:
- пригодницькі кіноромани («Рокамболь», «Нік Вінтер», «Зігомар», «Фантомас», «Протеа» та інші)
- історичне кіно

### Період Першої світової війни та повоєнні роки
В період Першої світової війни та повоєнні роки французький кінематограф не міг сперечатись із американським, що набував розквіту. Невтішна ситуація була обумовлена переважно економічними обставинами — недостатнє фінансування, зруйновані або конфісковані приміщення кінотеатрів не були сприятливим середовищем для розвитку. Виробництво кіно поступово зменшувалось та переміщалось закордон.
Разом з тим популярність кіно росла серед усіх верств населення.

### Період Другої світової війни та повоєнні роки
Сучасне обличчя французького кіно почало формуватись вже після Другої світової війни. На нього вплинули її наслідки, переосмислення окупації призвело до розвитку антифашизму та звернення до гуманізму. З 1946 щорічно (окрім 1948 та 1950) проводиться Міжнародний кінофестиваль у Каннах. У 1976 започатковано премію «Сезар», що є аналогом американського «Оскар».
В період 1940–1950 працюють видатні актори: Жерар Філіп, Бурвіль, Жан Маре, Марія Казарес, Луї де Фюнес, Серж Реджані та інші.

### «Нова хвиля»
Передумовою виникнення такого явища як Нова хвиля був цілий комплекс обставин: невдалі для французького кіно показники кінопрокатів, результати Каннського кінофестивалю, прогрес у технічній сфері, що привів до створення надчутливої кіноплівки та портативної апаратури. Окрім того, поява нової хвилі пов'язана із спробами деяких кінокритиків втілити свою філософію у реальність кіноіндустрії через створення власних фільмів.
Нова хвиля французького кіно дарує світові кіно таких митців як Жан-Люк Годар, Клод Лелуш, Франсуа Трюффо, Клод Шаброль, Луї Маль. З'явилися всесвітньовідомі мюзикли Жака Демі «Шербурзькі парасольки» (1964) та «Дівчата з Рошфору» (1967).
1960 — 1970. З'явилася ціла плеяда акторів, серед яких найвідоміші Жанна Моро, Жан-Луї Трентіньян, Жан-Поль Бельмондо, Бріжит Бардо, Анна Каріна, Жан-П'єр Лео, Клод Жад, Стефан Одран, Катрін Денев, Ален Делон, Анні Жирардо, .
Учасники нової хвилі заперечували існування єдиної естетичної концепції. Їх об'єднувало бажання змінити умови кіновиробництва, антипатія до зарок 50-х та концепція авторського кіно, яка стверджувала, що фільм має відображати особистість свого автора через індивідуальну стилістику. Але кожен із представників нової хвилі ставив перед собою власні цілі, надихався своїми ідеями бачення майбутнього французького кіно. Зокрема, саркастичний Клод Шаброль свідомо висміював романтичні погляди на людину та моральні цінності.

### Сучасне французьке кіно

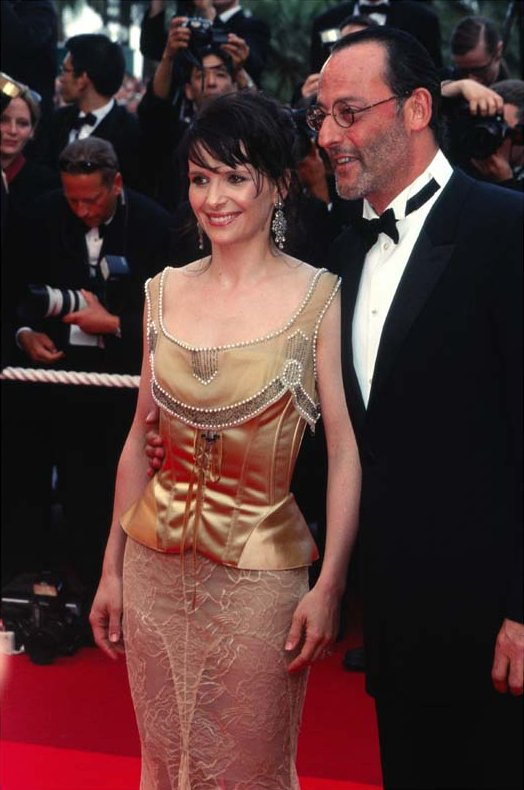
Жан Рено і Жульєт Бінош у Каннах. 2002 рік

Сучасне французьке кіно — це витончене мистецтво, в якому психологія та драматизм поєднуються з пікантністю та художньою красою зйомки. Сьогодні його стиль визначають режисери Люк Бессон, П'єр Жане, Франсуа Озон, Філіпп Гаррель та актори Жан Рено, Одрі Тоту, Софі Марсо, Матьє Кассовітц, Крістіан Клав'є, Луї Гаррель.

## Особливості французького кіно
- Починаючи із 1980 року, у світі поширювався вплив Голлівудського кіно, але кіно Франції міцно закріпилося на позиції лідера в жанрі комедії та авторського кіно.

## Цікавинки
- Авторство терміна «кінематограф» також належить братам Люм'єр та ґрунтується на поєднанні двох грецьких слів: «кінема» — рух та «графа» — писати.
- У Франції створюється найбільша кількість фільмів на душу населення.